# دييغو بوستامينت
دييغو بوستامينت (بالإسبانية: Diego Bustamante)‏ هو مدرب كرة قدم ولاعب كرة قدم بيروفي، ولد في 21 فبراير 1983 في ليما في بيرو. لعب مع الجامعي دي بيرو وسبورت بويز وسيينسيانو ونادي ميلغار أريكيبا.

## وصلات خارجية
- دييغو بوستامينت على موقع إي إس بي إن إف سي (الإنجليزية)
- دييغو بوستامينت على موقع قاعدة بيانات كرة القدم.إي يو (الإنجليزية)
- دييغو بوستامينت على موقع Soccerway.com (الإنجليزية)